# 窒化イットリウム
窒化イットリウム (yttrium nitride, YN) はイットリウムの窒化物であり、窒化チタンや窒化ジルコニウムと同様に硬いセラッミクスである。
ランタン、スカンジウムおよびイットリウムの窒化物は半導体である。YNの結晶構造は窒化ガリウムと似ているので、GaNの結晶成長において基質とGaN層のバッファー層としてYNが使える。